# Wilton Guerrero
Wilton Guerrero (nacido el 24 de octubre de 1974 en Don Gregorio) es un ex segunda base y jardinero que jugó en las Grandes Ligas de Béisbol. Jugó para los Dodgers de Los Ángeles (1996-1998), Expos de Montreal (1998-2000, 2002), Rojos de Cincinnati (2001-2002), y Reales de Kansas City (2004). Es el hermano mayor de Vladimir Guerrero y primo de Cristian Guerrero.
Guerrero tenía 21 años cuando hizo su debut en Grandes Ligas el 3 de septiembre de 1996, con los Dodgers de Los Angeles. El 1 de junio de 1997, Guerrero bateó una fair ball por tierra contra los Cardenales de San Luis. Su bate se destrozó, y cuando él se apresuró a recoger los pedazos de bate en vez de correr  hacia la base, los umpires comenzaron a sospechar. El bate estaba relleno de corcho. Guerrero fue expulsado, suspendido por ocho partidos y con una multa de $1,000 dólares.
Fue un utility player y jugó fuerte defensa en cualquier posición que desempeñó. A pesar de que  tenía la habilidad de batear para promedio, tenía un poder limitado. Fue firmado por los Cardenales de San Luis con un contrato de ligas menores en enero de 2005 con una invitación al spring training, pero no jugó durante la temporada 2005 con San Luis.
A partir de la temporada 2009, Guerrero se desempeña como un escucha internacional en la República Dominicana para los Dodgers de Los Angeles.